# (2473) Heyerdahl
(2473) Heyerdahl ist ein Asteroid des Hauptgürtels, der am 12. September 1977 vom russischen Astronomen Nikolai Stepanowitsch Tschernych am Krim-Observatorium in Nautschnyj (IAU-Code 095) entdeckt wurde.
Der Asteroid wurde nach dem norwegischen Archäologen, Anthropologen, Ethnologen und Umweltaktivisten Thor Heyerdahl (1914–2002) benannt, der durch seine Forschungen die experimentelle Archäologie etablierte und einer breiten Öffentlichkeit bekannt machte.